# James Whitham
Michael James "Jamie" Whitham est un pilote anglais né le 6 septembre 1966 à Huddersfield. Il fut l'un des meilleurs pilotes du championnat anglais qu'il remporta deux fois. avant de passer en championnat mondial où il ne pilota qu'a peu de reprise entre 1986 et 1999.

## Biographie
Jamie Whitham débute très tôt la moto. En 1986 il est champion d’Angleterre de 80 cm3 et participe à son premier grand prix en 80 cm3. Les années suivantes il continue sa progression qui l'amène à devenir en 1991 champion d’Angleterre de Superbike devant Ron Haslam. L'année suivante tout en poursuivant sa carrière prolifique il participe au Grand Prix de France à Magny-Cours sans résultat. Les années suivantes il intègre le championnat du monde Superbike. 
En 1995 alors qu'il domine le championnat il contracte la Maladie d'Hodgkin qui l’empêche de participer au reste du championnat. Il remporte le championnat national l'année suivante. Mais la maladie sanguine marque un coup d'arrêt il ne réalise plus les mêmes performances. En 1999 après deux nouvelles saisons en Superbike. En 1999 il est engagé par Kenny Roberts pour faire courir la modenas. Mais à Brno il est victime d'un spectaculaire accident dans le tour de formation quand sa moto partie tout droit et s'écrasa avec une extrême violence dans les bottes de pailles. Le choc fit exploser le réservoir et l'essence enflammée coula sur la piste contraignant les pilotes à s'arrêter ou à percuter la moto en feu. Whitham se brisa le bassin. Le drapeau rouge est déployé et la course reprend sans Witham qui ne reverra jamais le mondial.
Les saisons suivantes marque un petit renouveau avant la fin Il remporte encore quelques courses en supersport avant qu'un glaucome conséquence de sa maladie d'Hodgkin le force à mettre un terme à sa carrière. Depuis il commente les grands prix pour Eurosport et teste des motos pour divers magazines. Il est également docteur honoris clausa de l'université de Huddersfield.